# Brambrüesch

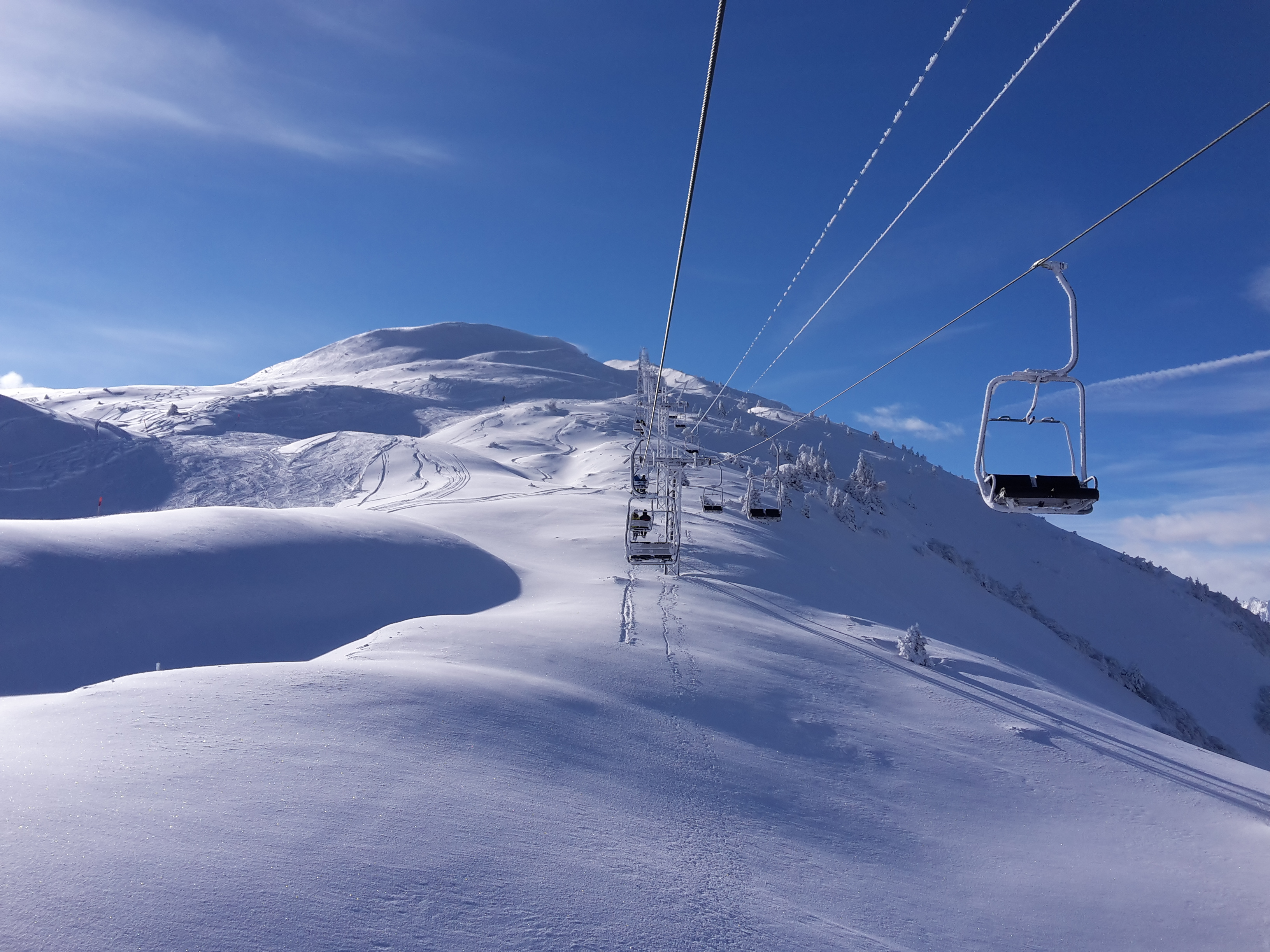
Skigebiet Brambrüesch (Januar 2015)

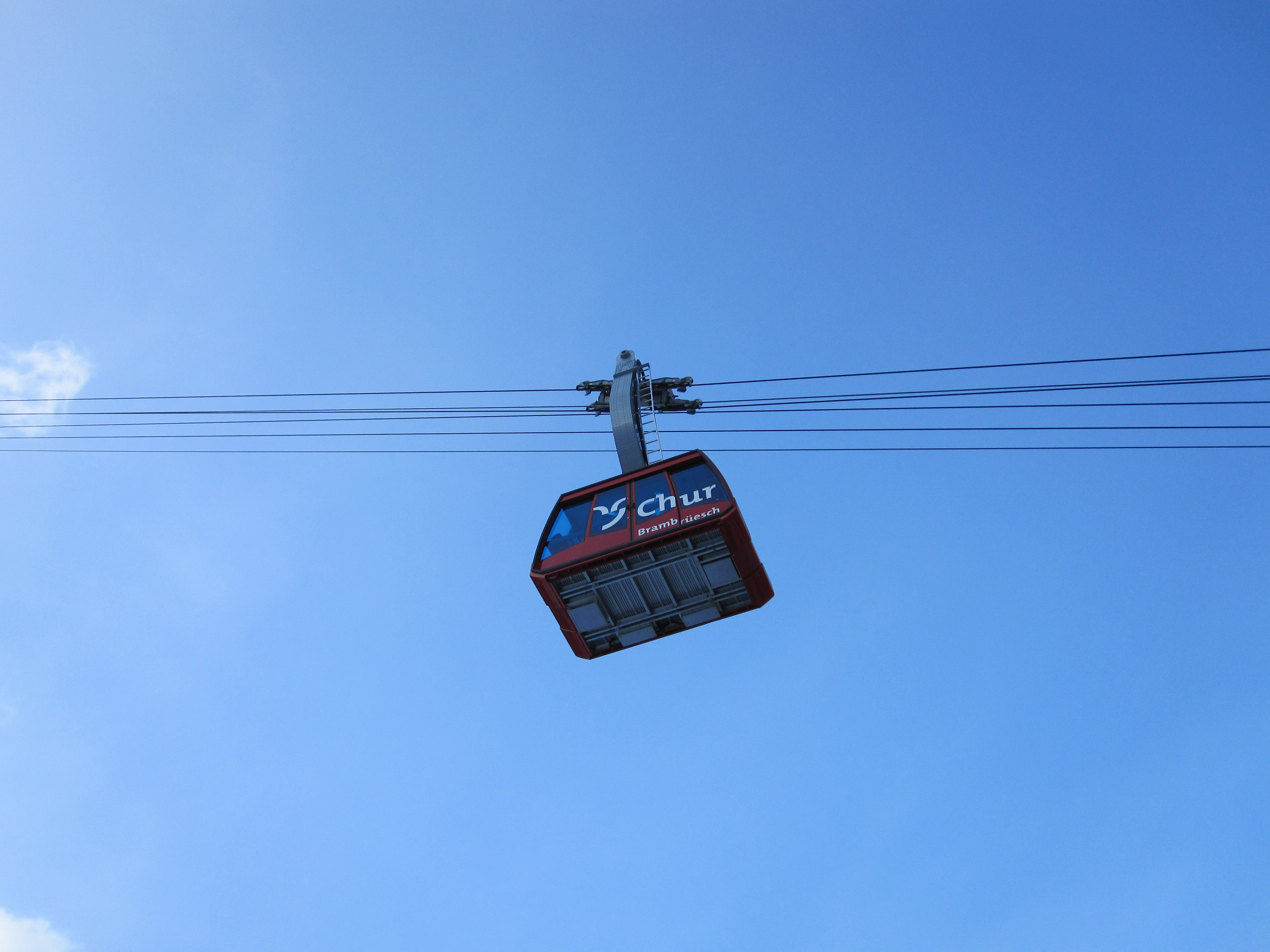
Bergbahn Chur–Dreibündenstein bei der Abfahrt in Chur (2010)

Die Hangterrasse Brambrüesch liegt im Südwesten der Stadt Chur am Nordosthang des Dreibündensteins im Kanton Graubünden in der Schweiz, sie gehört zur Gemeinde Churwalden.
Brambrüesch ist ein Naherholungsgebiet (Ski- und Wandergebiet) und wird durch die Bergbahnen Chur-Dreibündenstein AG touristisch erschlossen.
Die Bergbahnen Chur-Dreibündenstein AG betreibt im Sommer zwei und im Winter fünf Transportanlagen auf dem Churer Hausberg Brambrüesch und hat an 260 Betriebstagen pro Jahr geöffnet. An Wochenenden im Sommer und Winter fährt die Bahn auch bis spätabends. Von Chur aus ist man in 12 Minuten vom Zentrum direkt auf 1600 m ü. M.
Im Winter sind folgende fünf Anlagen in Betrieb: eine Luftseilbahn, eine Gondelbahn, eine Sesselbahn und zwei Skilifte.
Die Pisten reichen bei einem Gesamtumfang von 20 km von 2200 m bis 1170 m. Im Sommer sind die Luftseil- und die Gondelbahn geöffnet. Seit der Einrichtung einer Downhillstrecke werden die beiden Anlagen vermehrt auch von Mountainbikern genutzt. Der Sommerbetrieb hat bis 2016 frequenz- und ertragsmässig den früher wichtigeren Winterbetrieb egalisiert oder übertroffen.
Der Betrieb der Seilbahnen ist seit längerem defizitär, weshalb die Stadt Chur regelmässig namhafte finanzielle Beträge spricht. Aus Sicht des Stadtpräsidenten Urs Marti sollten (Stand 2016) nach Möglichkeit die Transportfrequenzen gesteigert werden, auch im Hinblick auf künftige Investitionen und gegebenenfalls unter Einbezug einer Neuausrichtung der Nutzung des Stadthallenareals.